# Magenta (stanice RER v Paříži)
Magenta je podzemní nádraží příměstské železnice RER v Paříži, které se nachází v 10. obvodu východně od Severního nádraží. Slouží pro linku RER E. Podzemním tunelem je propojeno s tímto nádražím, kde je možné přestoupit na linky RER B a RER D a na stejnojmenné stanici na linky 4 a 5 pařížského metra. Ze Severního nádraží je možný další přestup na stanici La Chapelle, kde je možné přestoupit ještě na linku 2. V roce 2007 činil počet denních pasažárů 43 000.

## Historie
Čtyřkolejnou stanici se dvěma ostrovními nástupišti slavnostně otevřel premiér Lionel Jospin 12. července 1999. První vlaky linky RER E a cestujícími do stanice přijely 14. července 1999.
Původní název stanice v projektu byl Nord-Est (Sever-Východ), neboť stanice má propojit a umožnit přímý přestup mezi Severním a Východním nádražím. Jeho název je odvozen od blízkého Boulevardu de Magenta, který byl pojmenován podle vítězné bitvy u Magenty v Itálii, ve které 4. června 1859 Sardinské království spolu s Francií porazily Rakousko.

## Architektura
Autory stavby jsou architekti Jean-Marie Duthilleul a Étienne Tricaud. Nádraží bylo postaveno v hloubce 30 m. Jeho délka je 228 m, šířka 55 m a výška 15 m. Přístupové chodby jsou vybaveny syrovým betonem a exotickým dřevem.

## Budoucí rozvoj
Na rok 2026 je plánováno prodloužení linky RER E ze současné konečné Nanterre-La Folie do města Mantes-la-Jolie. Magenta se poté stane konečnou stanicí pro spoje přijíždějící z Mantes-la-Jolie, zatímco spoje z východu (Chelles - Gournay/Tournan) budou nadále končit v Nanterre-La Folie.
V plánu je vystavění přestupního tunelu do stanice Château-Landon (linka 7) a k vzájemnému propojení Severního a Východního nádraží..

## Galerie

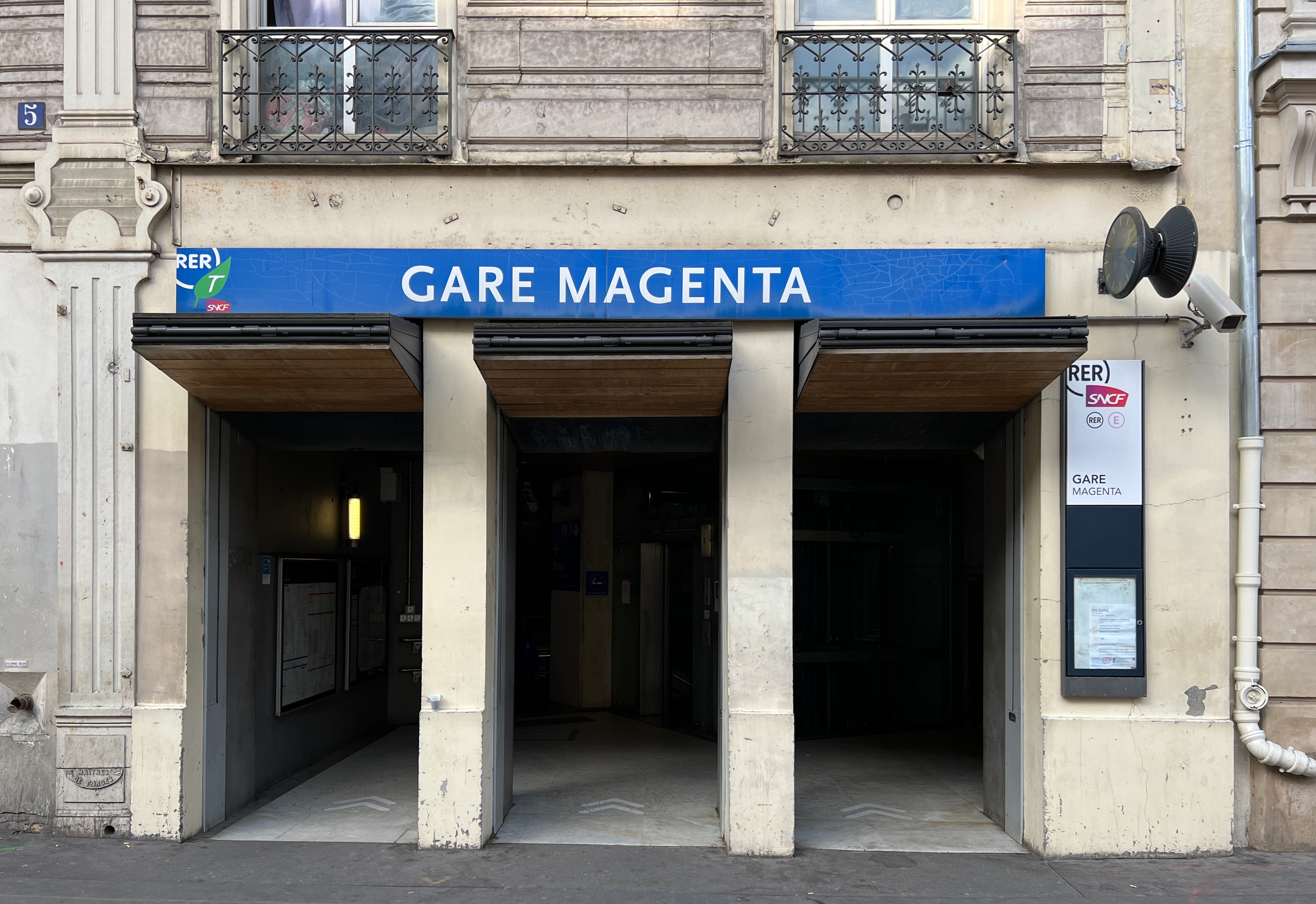
Vstup do stanice z Rue La Fayette
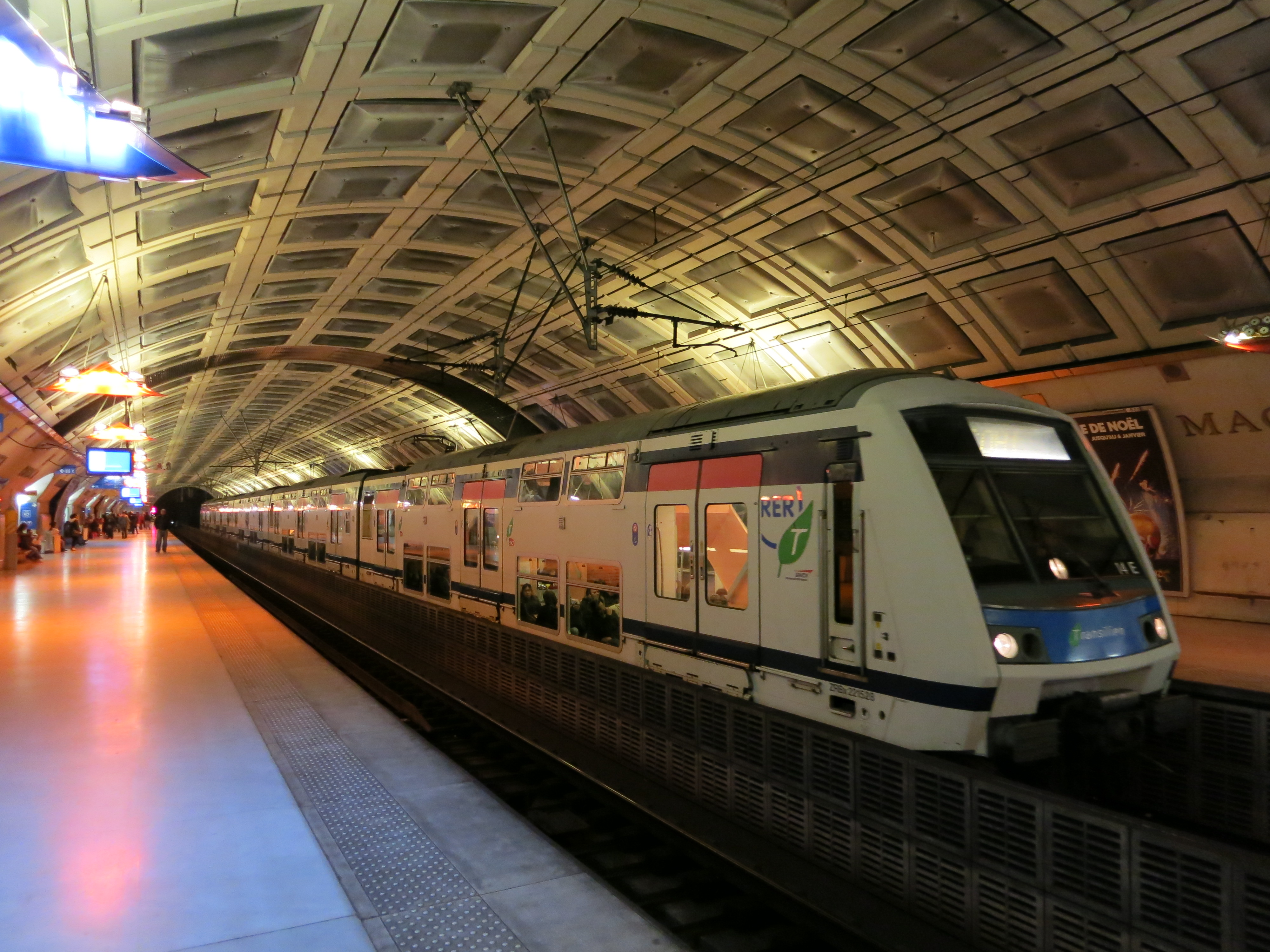
Elektrická jednotka MI 2N Eole (Z 22500)
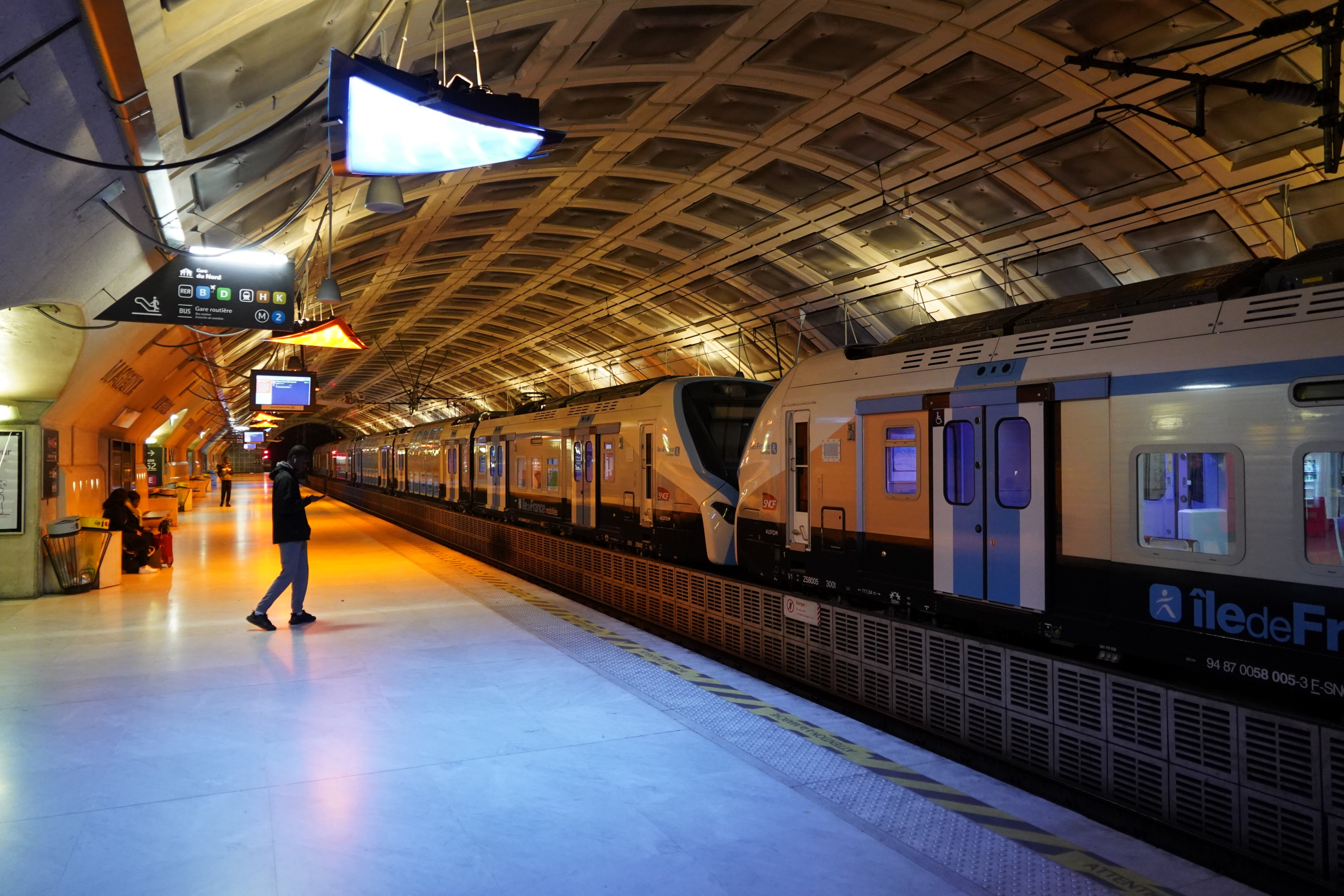
Elektrická jednotka RER NG (Z 58000)
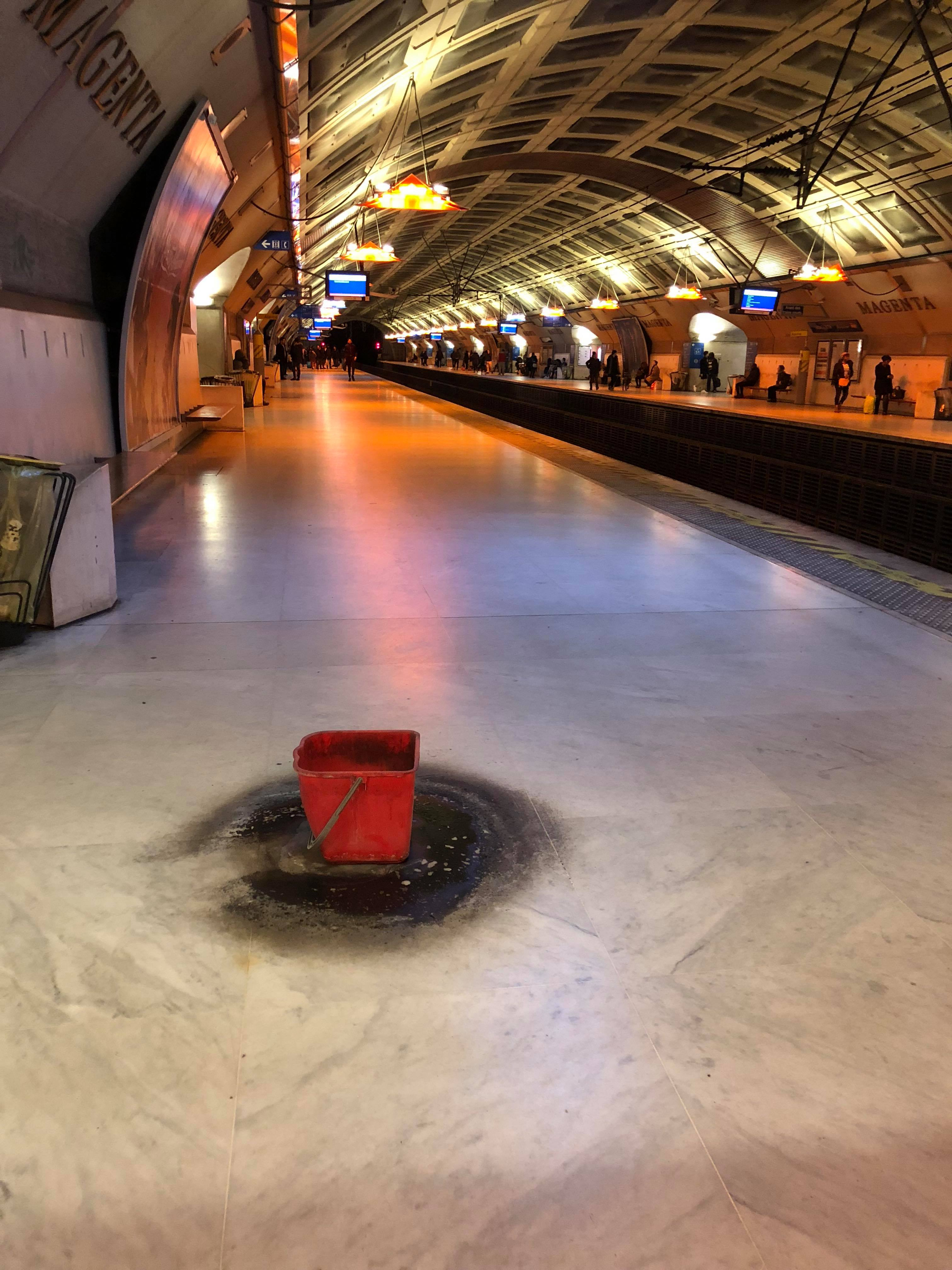
Vědro zachycující odkapávající vodu (2018)